# Armande de La Tour d'Auvergne
Pour les articles homonymes, voir de La Tour d'Auvergne.
Armande de La Tour d'Auvergne (28 août 1697 - 13 avril 1717) est une aristocrate française, princesse d'Épinoy par mariage.

## Biographie
Armande est l'aînée des sept enfants nés d'Emmanuel-Théodose de La Tour d'Auvergne, duc souverain de Bouillon, d'Albret et pair de France, duc de Château-Thierry et pair de France, comte d'Évreux, d'Auvergne et d'Armagnac, vicomte de Turenne, baron de La Tour-Montgascon, Grand chambellan de France, et de sa première femme, Marie-Armande de La Trémoille. Sa mère meurt en 1717 et son père se remarie trois fois et a trois autres enfants.
Elle épouse, le 23 février 1716, Louis II de Melun, duc de Joyeuse et prince d'Épinoy, lequel est le fils de Louis Ier de Melun, prince d'Épinoy et baron d'Antoing, et d'Élisabeth-Thérèse de Lorraine.
Armande n'a pas le temps de profiter de son mariage car elle meurt en couches le 13 avril 1717, un mois après sa mère. Son mari est plus tard l'amant (et peut être l'époux secret) de Marie-Anne de Bourbon-Condé, « fille de Monsieur le Duc » Louis III, duc de Bourbon, prince de Condé, et de « Mademoiselle de Nantes », fille de Madame de Montespan. Louis de Melun est tué en 1724, lors d'un accident de chasse en forêt de Chantilly.

## Prédicats
- 28 août 1697 - 23 février 1716 : Son Altesse mademoiselle de Bouillon
- 23 février 1716 - 13 avril 1717 : Son Altesse la princesse d'Epinoy